# Lost and Found (IU)
Lost and Found è un EP della cantante sudcoreana IU, pubblicato nel 2008 dall'etichetta discografica LOEN Tree.

## Descrizione
Lost and Found, che segna l'esordio di IU sulla scena musicale, è stato pubblicato in Corea del Sud il 23 settembre 2008. L'album illustra il processo di una ragazza che scopre la propria parte nascosta ed è stato prodotto da Choi Gap-won. Il brano principale, Lost Child, è una canzone pop ibrida che mescola ballad, suoni elettronici e ritmi hip-hop. A novembre 2008 il disco è stato scelto come "Album eccellente di un esordiente – novembre" dal Ministero della Cultura, dello Sport e del Turismo sudcoreano.
Il 19 luglio 2011, dopo il successo della cantante con Good Day, il video musicale di Lost Child è stato caricato sul canale YouTube ufficiale della casa discografica.

## Tracce
1. Ugly Duckling (미운 오리?, Mi-un oriLR) – 3:28 (testo: PJ – musica: PJ, Choi Gap-won)
2. Lost Child (미아?, Mi-aLR) – 3:42 (testo: Choi Gap-won – musica: Min Woong-shik, Lee Jong-hoon)
3. Well... (feat. Mario) (있잖아?, Itjanh-aLR; lett. "Sai...")) – 3:21 (testo: Choi Gap-won, Seo Jeong-jin – musica: Kim Se-jin, Seo Jeong-jin)
4. Feel So Good – 4:03 (testo: Choi Gap-won – musica: PJ)
5. Every Sweet Day – 3:29 (testo: Choi Gap-won, Lee Seung-min – musica: Han Sang-won)
6. Lost Child (strumentale) – 3:42 (musica: Min Woong-shik, Lee Jong-hoon)

## Classifiche
| Classifica (2012) | Posizione massima |
| ----------------- | ----------------- |
| Corea del Sud     | 22                |